# Familjelycka
Familjelycka - Komedi i tre akter är en komedi av Anne Charlotte Leffler, utgiven som en del av samlingen Tre komedier 1891. Pjäsen, som är en kritik av den patriarkatstyrda familjen, hade urpremiär på Kungliga Dramatiska Teatern 1891, men föll därefter i glömska. Under 2007 spelades pjäsen på nytt och utgavs i samband med detta av Rosenlarv Förlag.

## Handling
Pjäsen utspelar sig under tre dygn i Stockholm. Bakgrundshistorien är den att dottern Hilma just är hemkommen från en resa.

### Akt I
I inledningen av den första akten befinner sig hela familjen samlad i föräldrahemmet. Fadern erbjuder sig, sin vana trogen, att högläsa för de resterande familjemedlemmarna. Sammankomsten avbryts emellertid hastigt då ett bud om hjälp från familjens bekant, Mari, ringer på dörren. Fadern meddelas att Mari hotas av vräkning, varpå han hastigt beger sig till undsättning.
Efterhand uppdagas att det är den yngsta dottern, Lolo, som har hittat på händelsen med vräkningen, detta för att få fadern att lämna huset, för att på så sätt själv kunna bege sig därifrån och besöka kärleken, en skådespelare som vid tidpunkten spelar Hamlet på en teater i staden. Hilma och Sally följer med Lolo ut, då hon inte vågar gå ensam.
Fadern återvänder efterhand till hemmet. Av Mari har han fått veta att dottern Hilmas kärlek, Efverling, sedan tidigare har ett barn. Fadern accepterar emellertid detta, men planerar att ingenting säga till dottern (han är dock ovetande om att dottern redan har vetskap om barnet). Akten avslutas med att fadern läser högt för modern och mormor. 

### Akt II
Den andra akten inleds med att fadern och modern äter frukost tillsammans. Fadern meddelar att han ämnar stoppa förlovningen mellan Hilma och Efverling då det uppdagats att de tänker ha vårdnaden om Efverlings tidigare barn.
När Erhard kommer in konfronteras denne av fadern som vill veta på vad sonen spenderat sina pengar. Sonen vägrar att svara fadern, varpå denne blir upprörd och bestämmer att sonen i framtiden måste fråga honom om lov för varenda öre han behöver.
Efverling kommer på besök, men nekas inträde i huset. Hilma får reda på att fadern ämnar inställa förlovningen, men får inte ytterligare reda på orsaken till detta. I samband med detta uppdagas att Lolos förälskelse i skådespelaren inte är besvarad. Flickan är förkrossad och gråter hejdlöst.
Akten avsluta med att mormodern beskriver hur hon upplever sig avskuren från resten av familjen och att hon aldrig upplever sig få vara delaktig i diskussioner.

### Akt III
Den tredje akten inleds med att det uppdagas att Lolo har försökt att begå självmord genom att ta det hon tror är mormoderns morfin (vad hon tog för att vara morfin framgår inte). Doktor tillkallas och konstaterar att dottern inte är i fara.
Fadern konfronterar Erhard ytterligare en gång angående dennes ovilja att redogöra för vem han har lånat ut pengar till. Han konfronterar även Lina om varför hon varit ute föregående natt. Samtalet blir ett slags katalysator genom vilken en bekännelsekavalkad utbryter, där en rad hemligheter avslöjas av de olika familjemedlemmarna. Erhard erkänner att han lånat ut pengarna till Sally, som i sin tur erkänner att hon spenderat dessa på en studentexamen. Hilma avslöjar att det var hon som var ute föregående natt för att besöka Efverling och dennes sjuke barn. I samband med detta uppdagas även att Efverling berättat för Hilma om barnet när han friade till henne. Faderns antagande om att Hilma inte hade kännedom om barnet visade sig alltså inte stämma. Sally avslöjar vidare att hon har en relation tillsammans med sin studiekamrat, Kristian Berg.
Fadern uttrycker missnöje med att barnen har varit oärliga mot honom, varpå Sally anklagar honom för att ha varit detsamma. Pjäsen avslutas med att fadern ställer sig ångerfull till sitt tidigare beteende.

## Personer (urval)
- Fadern - en högre ämbetsman med pension och tillika familjeöverhuvud. Han är familjens auktoritet och styr övriga familjemedlemmar med järnhand.
- Modern - familjens moder. Heter egentligen Emelie.
- Hilma - den äldsta av familjens döttrar (20 år). Har en relation tillsammans med Efverling.
- Sally - familjens näst äldsta dotter (19 år). Har en relation tillsammans med Kristian Berg.
- Lolo - familjens yngsta dotter (15 år). Är olyckligt kär i en skådespelare.
- Erhard - familjens ende son (17 år).
- Mormor - familjens mormor. Undanhålles information av modern och fadern om vad som sker i familjen.
- Gamla Johanna - familjens hushållerska.
- Lina - familjens andra hushållerska.
- Skådespelaren - en man i 40-årsåldern. Spelar Hamlet på en teater i staden. Lolo är olyckligt förälskad i honom.
- Efverling - Hilmas förestående fästman. Har ett barn från en tidigare relation, som Hilmas planeras att bli styvmor för.
- Kristian Berg - Sallys studiekamrat och pojkvän.
- Mari - en bekant till familjen.

## Teman

### Den patriarkalt styrda familjen
| ”       | Vi har lefvat här instängda, övervakade, med en kinesisk mur omkring oss - men du må tro, det födes tankar under de långa kvällarna här vid handarbetet. | „ |
| – Sally | |   |

Familjefadern i Familjelycka styr familjen med järnhand. Han har en traditionell syn på mäns och kvinnors roller i samhället och avser att uppfostra sina barn enligt dessa konventioner. Hans barn tänker dock annorlunda: Hilma ser inga problem i att bli styvmor åt Efverlings utomäktenskapligt födda dotter, trots det fördömande som samhället kan tänkas ge henne om det skulle uppdagas. Sally ser inga problem med att ta en studentexamen, trots att samhället inte anser detta passande för en kvinna. Inte heller skäms hon för sitt öppna förhållande med Kristian: "Gifta mig! Nej du, vi ä' inte så banala." Även sonen Erhard kan sägas motsätta sig faderns värderingar då han lånar ut pengar till Sally, för att betala hennes studentexamen. Genom att barnen väljer att gå bakom ryggen på fadern kan de sägas underminera dennes roll som patriark. I och med att fadern i slutet av pjäsen ställer sig ångerfull till sitt beteende kan Familjelycka sägas förmedla en kritik av den patriarkalt styrda familjen som bärande samhällsinstitution.

## Utgåvor
Familjelycka har getts ut fyra gånger. Första gången var 1891 som en del av samlingen Tre komedier, i vilken även pjäserna Den kärleken! och Moster Malvina ingick. Året efter, 1892, utgavs pjäsen på nytt, denna gången som en del av serien Svenska teatern. År 2004 utgavs pjäsen som e-bok av Eboklagret/Omnibus Press. 2007 utgavs pjäsen av Rosenlarv Förlag i samband med att denna sattes upp av Östgötateatern/Riksteatern.

## Mottagande
När pjäsen gavs ut på nytt, 2007, mottog den goda recensioner. Detsamma gjorde Gustav Deinoffs uppsättning från samma år.